# 24296 Marychristie
24296 Marychristie este un asteroid din centura principală de asteroizi.

## Descriere
24296 Marychristie este un asteroid din centura principală de asteroizi. A fost descoperit pe 14 decembrie 1999 la Socorro, New Mexico, în cadrul proiectului LINEAR. Asteroidul prezintă o orbită caracterizată de o semiaxă mare de 2,59 ua, o excentricitate de 0,13 și o înclinație de 5,4° în raport cu ecliptica.